# Mandy Wötzel
Mandy Wötzel (Chemnitz, Alemanha Oriental, 21 de julho de 1973) é uma ex-patinadora artística alemã, que competiu em provas de duplas. Ela conquistou uma medalha de bronze olímpica em 1998 ao lado de Ingo Steuer, e três medalhas em campeonatos mundiais, sendo uma de ouro e duas de prata, as três com Ingo Steuer. Wötzel competiu ao lado de Axel Rauschenbach até a temporada 1991–1992, a partir da temporada 1992–1993 passou a competir com Ingo Steuer.

## Principais resultados

### Com Ingo Steuer
| Resultados                                                                                   | Resultados       | Resultados       | Resultados        | Resultados        | Resultados       | Resultados        | Resultados    | Resultados    | Resultados    | Resultados    | Resultados    | Resultados    |
| Internacional                                                                                | Internacional    | Internacional    | Internacional     | Internacional     | Internacional    | Internacional     | Internacional | Internacional | Internacional | Internacional | Internacional | Internacional |
| Evento/Temporada                                                                             | 1992– 1993       | 1993– 1994       | 1994– 1995        | 1995– 1996        | 1996– 1997       | 1997– 1998        |               |               |               |               |               |               |
| -------------------------------------------------------------------------------------------- | ---------------- | ---------------- | ----------------- | ----------------- | ---------------- | ----------------- | ------------- | ------------- | ------------- | ------------- | ------------- | ------------- |
| Jogos Olímpicos                                                                              |                  | WD               |                   |                   |                  | Medalha de bronze |               |               |               |               |               |               |
| Campeonato Mundial                                                                           | Medalha de prata | 4.ª              | 5.ª               | Medalha de prata  | Medalha de ouro  |                   |               |               |               |               |               |               |
| Campeonato Europeu                                                                           | Medalha de prata | 5.ª              | Medalha de ouro   | Medalha de prata  | Medalha de prata |                   |               |               |               |               |               |               |
| CS Champions Series Final                                                                    |                  |                  |                   | Medalha de bronze | Medalha de ouro  | Medalha de prata  |               |               |               |               |               |               |
| CS Cup of Russia                                                                             |                  |                  |                   |                   | Medalha de ouro  |                   |               |               |               |               |               |               |
| CS Nations Cup                                                                               | Medalha de ouro  | Medalha de prata | Medalha de ouro   | Medalha de prata  | Medalha de ouro  | Medalha de ouro   |               |               |               |               |               |               |
| CS NHK Trophy                                                                                |                  |                  | Medalha de bronze | Medalha de prata  |                  |                   |               |               |               |               |               |               |
| CS Skate Canada International                                                                | Medalha de ouro  |                  |                   |                   | Medalha de ouro  |                   |               |               |               |               |               |               |
| CS Trophée Lalique                                                                           |                  |                  | Medalha de bronze |                   |                  | Medalha de prata  |               |               |               |               |               |               |
| Piruetten                                                                                    | Medalha de ouro  |                  |                   |                   |                  |                   |               |               |               |               |               |               |
| Nacional                                                                                     |                  |                  |                   |                   |                  |                   |               |               |               |               |               |               |
| Campeonato Alemão                                                                            | Medalha de ouro  |                  | Medalha de ouro   | Medalha de ouro   | Medalha de ouro  |                   |               |               |               |               |               |               |
|                                                                                              |                  |                  |                   |                   |                  |                   |               |               |               |               |               |               |
| Legenda: CS = Champions Series; WD = Abandonou; Competição não foi disputada nesta temporada |                  |                  |                   |                   |                  |                   |               |               |               |               |               |               |

### Com Axel Rauschenbach
| Resultados                                            | Resultados       | Resultados       | Resultados      | Resultados        | Resultados       | Resultados    | Resultados    | Resultados    | Resultados    | Resultados    | Resultados    | Resultados    |
| Internacional                                         | Internacional    | Internacional    | Internacional   | Internacional     | Internacional    | Internacional | Internacional | Internacional | Internacional | Internacional | Internacional | Internacional |
| Evento/Temporada                                      | 1987– 1988       | 1988– 1989       | 1989– 1990      | 1990– 1991        | 1991– 1992       |               |               |               |               |               |               |               |
| ----------------------------------------------------- | ---------------- | ---------------- | --------------- | ----------------- | ---------------- | ------------- | ------------- | ------------- | ------------- | ------------- | ------------- | ------------- |
| Jogos Olímpicos                                       |                  |                  |                 |                   | 8.ª              |               |               |               |               |               |               |               |
| Campeonato Mundial                                    | 8.ª              |                  | 7.ª             |                   |                  |               |               |               |               |               |               |               |
| Campeonato Europeu                                    | 5.ª              | Medalha de prata |                 | 5.ª               |                  |               |               |               |               |               |               |               |
| Grand Prix International de Paris                     |                  | Medalha de prata | Medalha de ouro |                   |                  |               |               |               |               |               |               |               |
| Skate America                                         |                  |                  |                 | Medalha de bronze |                  |               |               |               |               |               |               |               |
| Nacional                                              |                  |                  |                 |                   |                  |               |               |               |               |               |               |               |
| Campeonato Alemão                                     |                  |                  |                 | Medalha de ouro   | Medalha de prata |               |               |               |               |               |               |               |
| Campeonato Alemão Oriental                            | Medalha de prata | Medalha de ouro  | Medalha de ouro |                   |                  |               |               |               |               |               |               |               |
|                                                       |                  |                  |                 |                   |                  |               |               |               |               |               |               |               |
| Legenda: Competição não foi disputada nesta temporada |                  |                  |                 |                   |                  |               |               |               |               |               |               |               |